# Комиссия экспертов по персоналу (ФРГ)
Комиссия экспертов по персоналу (нем. Personalgutachterausschuss) в послевоенной ФРГ тайно проверяла после основания бундесвера пригодность всех кандидатов на офицерские должности с полковника и выше.
Комиссия была создана по соответствующему закону в качестве независимой в 1955 году и работала до ноября 1957 года. За время её деятельности 600 кандидатов было проверено на личную и политическую пригодность. 486 из них были приняты в бундесвер.
Члены комиссии предлагались правительством, избирались бундестагом и назначались президентом. Комиссия не была связана инструкциями, сама устанавливала свой порядок работы и сама определяла «Основные правила оценки и выбора бывших офицеров». Отказы не должны были обосновываться, возможности оспорить решение комиссии не было. Было небольшое число общих формальных причин для отказа. Нельзя было принимать генералов и полковников Ваффен-СС, а также членов бывшего Национального комитета «Свободная Германия».
Членами комиссии были 25 гражданских мужчин и женщин различных политических взглядов, работающих в разных общественных институтах, а также 13 бывших профессиональных военных вермахта, повторный призыв которых на службу не предусматривался. Среди них было четыре выживших участника заговора 20 июля: Аннедоре Лебер, Фабиан фон Шлабрендорф, Филипп фон Бёзелагер и Хельмут фон Грольман.
Комиссия обработала 553 заявления о приёме бывших офицеров вермахта, желавших поступить на должности полковников или генералов. 51 заявление было отклонено, 32 было отозвано заявителями, 470 были приняты. 13 февраля 1958 года бундестагу было сообщено, что акты о проверке уничтожены, чтобы сохранить тайну и избежать «злоупотреблений».
Параллельно с этой комиссией летом 1956 года была образована Федеральная комиссия по персоналу. Она должна была разрешать вопросы досрочного присвоения званий. В неё входили: президент Федеральной счётной палаты как председатель, руководители отделов кадров министерств обороны, внутренних дел и финансов, а также трое профессиональных военнослужащих.
Уже 2 августа 1956 года Федеральная комиссия по персоналу постановила (Nr. 365/56), что бывшие военнослужащие Ваффен-СС в звании до оберштурмбаннфюрер (оберст-лейтенант) включительно, могут приниматься на службу со своим званием.
Некоторые генералы и адмиралы бундесвера должны были предстать перед судом как военные преступники или значились в списках военных преступников союзников. Когда появлялись подобные обвинения, никаких расследований не предпринималось. Немецкие суды не вели в 50-е годы ни одного процесса против нацистских преступников, так как было твёрдо решено поставить точку.
Председатель бундестага ФРГ Ойген Герстенмайер (ХДС) ответил в 1963 году одному из жалобщиков:
Комиссия бундестага по обороне отказалась расследовать представленные Вами документы на основании того, что прежнее поведение всех высших офицеров бундесвера было окончательно изучено перед принятием на службу созданной для этого комиссией экспертов по персоналу.
Ни один из высших офицеров не потерял позже должность из-за своего прошлого. Ханс Шпайдель был однако досрочно отозван со своего поста верховного главнокомандующего сухопутных сил НАТО из-за протеста Франции — в его окружении во время нацистской оккупации Франции подготовили депортацию парижских евреев в Освенцим и массово расстреливали заложников. Во время государственного визита генерал Де Голль отказался подать руку этому бывшему генералу вермахта.
Других высших офицеров бундесвера также обвиняли в знании или соучастии в военных и нацистских преступлениях, среди таких были: Адольф Хойзингер, Йозеф Каммхубер, Фридрих Фёрч, Хейнц Треттнер, Фридрих Руге и другие.
В середине 60-х в ГДР была издана «Коричневая книга», которая содержала компрометирующие документальные материалы о нацистском прошлом многих высших офицеров бундесвера. «Коричневая книга» была объявлена в ФРГ вражеской пропагандой, а её документы — подделками. Научной проверки не проводилось.